# Football Club Viktoria Plzeň 2011-2012
Questa voce raccoglie le informazioni riguardanti il Football Club Viktoria Plzeň nelle competizioni ufficiali della stagione 2011-2012. 

## Rosa
Rosa e numerazione aggiornate al 18 settembre 2011.
| N. |                       | Ruolo | Calciatore         |
| -- | --------------------- | ----- | ------------------ |
| 1  | Slovacchia (bandiera) | P     | Matúš Kozáčik      |
| 5  | Slovacchia (bandiera) | A     | Michal Ďuriš       |
| 8  | Rep. Ceca (bandiera)  | D     | David Limberský    |
| 9  | Rep. Ceca (bandiera)  | C     | Martin Fillo       |
| 10 | Rep. Ceca (bandiera)  | C     | Pavel Horváth      |
| 12 | Rep. Ceca (bandiera)  | A     | Michal Krmenčík    |
| 14 | Rep. Ceca (bandiera)  | D     | Radim Řezník       |
| 15 | Rep. Ceca (bandiera)  | D     | František Ševinský |
| 16 | Rep. Ceca (bandiera)  | C     | Vladimír Darida    |
| 17 | Rep. Ceca (bandiera)  | A     | Jakub Hora         |
| 19 | Rep. Ceca (bandiera)  | A     | Tomáš Wágner       |
| 21 | Rep. Ceca (bandiera)  | D     | Václav Procházka   |

| N. |                       | Ruolo | Calciatore         |
| -- | --------------------- | ----- | ------------------ |
| 22 | Rep. Ceca (bandiera)  | D     | Aleš Neuwirth      |
| 23 | Slovacchia (bandiera) | A     | Marek Bakoš        |
| 26 | Rep. Ceca (bandiera)  | C     | Daniel Kolář       |
| 27 | Rep. Ceca (bandiera)  | D     | František Rajtoral |
| 28 | Slovacchia (bandiera) | D     | Marián Čišovský    |
| 29 | Rep. Ceca (bandiera)  | C     | David Štípek       |
| 33 | Rep. Ceca (bandiera)  | P     | Roman Pavlík       |
| -- | Armenia (bandiera)    | C     | Edgar Malakyan     |
| -- | Rep. Ceca (bandiera)  | P     | Petr Bolek         |
| -- | Rep. Ceca (bandiera)  | D     | Lukáš Hejda        |
| -- | Slovacchia (bandiera) | C     | Patrik Hrošovský   |
| -- | Rep. Ceca (bandiera)  | C     | Marek Hanousek     |
| -- | Rep. Ceca (bandiera)  | C     | Martin Zeman       |